# Jake Owen

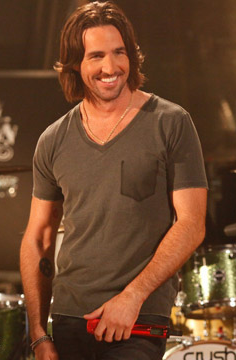
Jake Owen (2011)

Joshua Ryan „Jake“ Owen (* 28. August 1981 in Vero Beach, Florida) ist ein US-amerikanischer Countrysänger.

## Karriere
Owens ursprünglicher Karrierewunsch war Golfspieler, aber als ihn ein schwerer Sportunfall längere Zeit außer Gefecht setzte, vertrieb er sich die Zeit mit Gitarre spielen. Daraus wurden dann Auftritte in Studentenkneipen und eine Sammlung selbstgeschriebener Songs. Das ging so weit, dass er sein weit fortgeschrittenes College-Studium beendete und nach Nashville zog. Dort lernte er den Produzenten Jimmy Ritchey kennen, mit dem er zusammen Songs schrieb und der ihm schließlich beim Finden einer Plattenfirma half. 2006 unterschrieb er bei Sony/BMG und hatte schon kurz darauf sein Debütalbum fertig. Startin' with Me schaffte es auf Anhieb in die Top 10 der Country-Charts und drei Singles aus dem Album schafften es in die Singles-Top-20, zwei davon platzierten sich auch in den offiziellen Hot-100-Charts.
Das zweite Album Easy Does It erschien 2009. Schon vorab hatte die Single Don't Think I Can't Love You Platz 2 der Country-Song-Charts erreicht, das Album wiederholte diese Position in den Albumcharts, beides seine bis dahin höchsten Platzierungen in den jeweiligen Charts. Der Song Eight Second Ride, obwohl nicht ganz so hoch platziert, brachte ihm seine erste Goldene Schallplatte.
Das bislang erfolgreichste Album von Jake Owen erschien 2011. Barefoot Blue Jean stieg auf Platz eins der Countryalben und in die Top Ten der Billboard 200. Das Gold-Album enthielt zwei Nummer-eins-Hits in den Countrycharts: Barefoot Blue Jean Night verkaufte sich über zwei Millionen Mal und kam auf Platz 21 der offiziellen Singlecharts, Alone with You war ein weiterer Millionenseller. Ebenfalls sehr erfolgreich waren The One That Got Away und Anywhere with You, die ebenso wie das Album jeweils Gold-Status erreichten.
Das vierte Studioalbum Days of Gold wurde zwei Jahre später veröffentlicht. Es blieb deutlich hinter dem Erfolg des Vorgängers zurück. Vier Singles wurden ausgekoppelt, von denen nur zwei die Hot 100 erreichten.

## Diskografie

### Alben
| Jahr | Titel                    | Höchstplatzierung, Gesamtwochen, AuszeichnungChartplatzierungen (Jahr, Titel, Platzierungen, Wochen, Auszeichnungen, Anmerkungen) | Höchstplatzierung, Gesamtwochen, AuszeichnungChartplatzierungen (Jahr, Titel, Platzierungen, Wochen, Auszeichnungen, Anmerkungen) | Anmerkungen                                 |
| Jahr | Titel                    | US | Country | Anmerkungen                                 |
| ---- | ------------------------ | --- | --- | ------------------------------------------- |
| 2006 | Startin’ with Me         | US31 (13 Wo.)US | Country8 (81 Wo.)Country | Erstveröffentlichung: 25. Juli 2006         |
| 2009 | Easy Does It             | US13 (9 Wo.)US | Country2 (78 Wo.)Country | Erstveröffentlichung: 24. Februar 2009      |
| 2011 | Barefoot Blue Jean Night | US6 Platin · (66 Wo.)US | Country1 (102 Wo.)Country | Erstveröffentlichung: 30. August 2011       |
| 2012 | Endless Summer           | US19 (2 Wo.)US | Country2 (24 Wo.)Country | Erstveröffentlichung: 25. September 2012 EP |
| 2013 | Days of Gold             | US15 (37 Wo.)US | Country4 (72 Wo.)Country | Erstveröffentlichung: 3. Dezember 2013      |
| 2016 | American Love            | US4 (6 Wo.)US | Country1 (10 Wo.)Country | Erstveröffentlichung: 29. Juli 2016         |
| 2017 | Greatest Hits            | — | Country46 (1 Wo.)Country | Erstveröffentlichung: 24. November 2017     |
| 2019 | Greetings From... Jake   | US65 Gold · (1 Wo.)US | Country8 (24 Wo.)Country | Erstveröffentlichung: 29. März 2019         |

### Singles
| Jahr | Titel Album                                      | Höchstplatzierung, Gesamtwochen, AuszeichnungChartplatzierungen (Jahr, Titel, Album, Platzierungen, Wochen, Auszeichnungen, Anmerkungen) | Höchstplatzierung, Gesamtwochen, AuszeichnungChartplatzierungen (Jahr, Titel, Album, Platzierungen, Wochen, Auszeichnungen, Anmerkungen) | Anmerkungen                            |
| Jahr | Titel Album                                      | US | Country | Anmerkungen                            |
| --- | ------------------------------------------------ | --- | --- | -------------------------------------- |
| 2006 | Yee Haw Startin’ with Me                         | US83 (7 Wo.)US | Country16 (25 Wo.)Country | Erstveröffentlichung: 27. Februar 2006 |
| 2006 | Startin’ with Me                                 | US83 (9 Wo.)US | Country6 (41 Wo.)Country | Erstveröffentlichung: 2. Oktober 2006  |
| 2007 | Something About a Woman Startin’ with Me         | — | Country15 (36 Wo.)Country | Erstveröffentlichung: 13. August 2007  |
| 2008 | Don’t Think I Can’t Love You Easy Does It        | US57 (15 Wo.)US | Country2 (36 Wo.)Country | Erstveröffentlichung: 25. August 2008  |
| 2009 | Eight Second Ride Easy Does It                   | US70 Gold · (13 Wo.)US | Country11 (32 Wo.)Country | Erstveröffentlichung: 15. Juni 2009    |
| 2010 | Tell Me Easy Does It                             | — | Country35 (12 Wo.)Country | Erstveröffentlichung: 12. April 2010   |
| 2011 | Barefoot Blue Jean Night                         | US21 ×2Doppelplatin · (24 Wo.)US | Country1 (29 Wo.)Country | Erstveröffentlichung: 18. April 2011   |
| 2011 | Alone with You Barefoot Blue Jean Night          | US41 Platin · (20 Wo.)US | Country1 (29 Wo.)Country | Erstveröffentlichung: 17. Oktober 2011 |
| 2012 | The One That Got Away Barefoot Blue Jean Night   | US51 (20 Wo.)US | Country7 (35 Wo.)Country | Erstveröffentlichung: 21. Mai 2012     |
| 2013 | Anywhere with You Barefoot Blue Jean Night       | US46 Platin · (20 Wo.)US | Country7 (28 Wo.)Country | Erstveröffentlichung: 11. Februar 2013 |
| 2013 | Days of Gold                                     | US83 (9 Wo.)US | Country19 (20 Wo.)Country | Erstveröffentlichung: 12. August 2013  |
| 2014 | Beachin’ Endless Summer                          | US26 Platin · (20 Wo.)US | Country1 (26 Wo.)Country | Erstveröffentlichung: 3. Februar 2014  |
| 2014 | What We Ain’t Got Days of Gold                   | US89 (11 Wo.)US | Country19 (30 Wo.)Country | Erstveröffentlichung: 11. August 2014  |
| 2015 | Real Life –                                      | US74 (13 Wo.)US | Country17 (20 Wo.)Country | Erstveröffentlichung: 26. Mai 2015     |
| 2016 | American Country Love Song American Love         | US55 Gold · (17 Wo.)US | Country6 (27 Wo.)Country | Erstveröffentlichung: 4. März 2016     |
| 2016 | If He Ain’t Gonna Love You American Love         | — | Country45 (4 Wo.)Country | Erstveröffentlichung: 17. Oktober 2016 |
| 2017 | Good Company American Love                       | — | Country39 (14 Wo.)Country | Erstveröffentlichung: 17. April 2017   |
| 2018 | I Was Jack (You Were Diane) Greetings from… Jake | US43 Platin · (11 Wo.)US | Country7 (25 Wo.)Country | Erstveröffentlichung: 12. März 2018    |
| 2018 | Down to the Honkytonk Greetings from… Jake       | US65 ×2Doppelplatin · (13 Wo.)US | Country9 (33 Wo.)Country | Erstveröffentlichung: 20. August 2018  |
| 2019 | Homemade Greetings from… Jake                    | US39 Platin · (16 Wo.)US | Country5 (28 Wo.)Country | Erstveröffentlichung: 3. Juni 2019     |
| 2020 | Made for You Greetings from… Jake                | US32 Platin · (20 Wo.)US | Country3 (26 Wo.)Country | Erstveröffentlichung: 18. Mai 2020     |
| 2021 | Best Thing Since Backroads –                     | US72 (4 Wo.)US | Country17 (36 Wo.)Country | Erstveröffentlichung: 6. August 2021   |
| Folgende Lieder erschienen nicht als Single, wurden aber durch das Album zum Download und Streaming bereitgestellt und konnten somit eine Platzierung erlangen: |                                                  | | |                                        |
| |                                                  | | |                                        |
| 2011 | Mele Kalikimaka A Very Country Christmas         | — | Country40 (3 Wo.)Country |                                        |
| 2012 | Summer Jam Endless Summer                        | — | Country35 (1 Wo.)Country | feat. Florida Georgia Line             |
| 2013 | Ghost Town Days of Gold                          | — | Country47 (1 Wo.)Country |                                        |

### Gastbeiträge
| Jahr | Titel Album                                | Höchstplatzierung, Gesamtwochen, AuszeichnungChartplatzierungen (Jahr, Titel, Album, Platzierungen, Wochen, Auszeichnungen, Anmerkungen) | Höchstplatzierung, Gesamtwochen, AuszeichnungChartplatzierungen (Jahr, Titel, Album, Platzierungen, Wochen, Auszeichnungen, Anmerkungen) | Anmerkungen                                 |
| Jahr | Titel Album                                | US | Country | Anmerkungen                                 |
| ---- | ------------------------------------------ | --- | --- | ------------------------------------------- |
| 2008 | Life in a Northern Town Love on the Inside | US43 Gold · (3 Wo.)US | Country28 (20 Wo.)Country | Sugarland feat. Little Big Town & Jake Owen |
| 2012 | Back –                                     | — | Country40 (12 Wo.)Country | Colt Ford mit Jake Owen                     |

Weitere Gastbeiträge
- 2022: 11 Beers (The Reklaws feat. Jake Owen)

## Auszeichnungen für Musikverkäufe
| Goldene Schallplatte - Kanada - 2020: für das Album Greetings From Jake - 2020: für die Single Homemade - 2020: für die Single Made For You Platin-Schallplatte - Kanada - 2017: für die Single American Country Love Song - 2020: für die Single I Was Jack (You Were Diane) - 2023: für die Single 11 Beers | 3× Platin-Schallplatte - Kanada - 2022: für die Single Down To The Honkytonk |

Anmerkung: Auszeichnungen in Ländern aus den Charttabellen bzw. Chartboxen sind in ebendiesen zu finden.
| Land/RegionAuszeichnungen für Musikverkäufe (Land/Region, Auszeichnungen, Verkäufe, Quellen) | Gold     | Platin       | Verkäufe   | Quellen         |
| -------------------------------------------------------------------------------------------- | -------- | ------------ | ---------- | --------------- |
| Kanada (MC)                                                                                  | 3× Gold3 | 6× Platin6   | 600.000    | musiccanada.com |
| Vereinigte Staaten (RIAA)                                                                    | 4× Gold4 | 11× Platin11 | 13.000.000 | riaa.com        |
| Insgesamt                                                                                    | 7× Gold7 | 17× Platin17 |            |                 |